# Бернгард Флакс
Бернгард Флакс (нім. Bernhard Flachs; 18 березня 1912, Плауен — 8 грудня 1944, Бедбург) — німецький офіцер, оберстлейтенант вермахту. Кавалер Лицарського хреста Залізного хреста з дубовим листям.

## Біографія
В 1934 році вступив у артилерію. З 1936 року — командир 6-ї батареї 14-го моторизованого артилерійського полку. Учасник Польської і Французької кампаній, а також Німецько-радянської війни. Восени 1942 року призначений 1-м офіцером Генштабу (начальником оперативного відділу) штабу 149-го артилерійського командування. З березня 1943 року — командир 277-го дивізіону штурмових гармат. З квітня 1944 року — інспектор училища штурмової артилерії в Бурзі. Загинув під час інспекційної поїздки на фронт.

## Звання
- Фанен-юнкер (1934)
- Фенріх (1935)
- Лейтенант (1936)
- Оберлейтенант (1939)
- Гауптман (1942)
- Майор (1944)
- Оберстлейтенант (1944, посмертно)

## Нагороди
- Медаль «За вислугу років у Вермахті» 4-го класу (4 роки)
- Залізний хрест
  - 2-го класу (5 жовтня 1939)
  - 1-го класу (31 травня 1940)
- Нагрудний знак «За участь у загальних штурмових атаках» 1-го ступеня (23 січня 1942)
- Німецький хрест в золоті (24 травня 1942)
- Медаль «За зимову кампанію на Сході 1941/42» (16 серпня 1942)
- Лицарський хрест Залізного хреста з дубовим листям
  - лицарський хрест (30 жовтня 1942)
  - дубове листя (№ 381; 31 січня 1944)
- Нагрудний знак «За поранення» в сріблі (1943)
- Нагрудний знак ближнього бою в бронзі (1944)